# John Bowring
Sir John Bowring (Exeter, 1792. október 17. – Claremont, Devon, Nagy-Britannia, 1872. november 23.) angol nyelvész, közgazdász, politikus, író és utazó. Az első angol nyelvű magyar versantológia (Poetry of the Magyars, 1830) összeállítója. Ő fordította angolra a Translations from Alexander Petőfi, the Magyar Poet című, 240 oldalas, szintén németből fordított könyvet, mely tartalmazza a János vitéz fordítását is.

## Élete
Devon megyében Exeterben született régimódi puritán családba. 1805-ben otthagyta az iskolát, hogy ruhakereskedő apjának dolgozhasson. 1810-től a cég londoni irodájában dolgozott, 1813 és 1816 között pedig a spanyolországi képviseletet vezette. Üzleti útjain Európa számos országába eljutott.
1821-ben találkozott Jeremy Bentham-mel, az utilitarizmus alapító atyjával, akinek legfontosabb tanítványa lett. 1824-től a Bentham által alapított Westminster Review munkatársa, 1825-től 1830-ig pedig politikai szerkesztője volt. Később ő szerkesztette Bentham műveinek első gyűjteményét és ő írta meg életrajzát is. Bentham az ő karjai közt halt meg.
Bowring nagy hatással volt kortársaira. Bár ő és Lord Byron sohasem találkoztak, a vele folytatott levelezése meggyőzte Byront, hogy Görögországba utazzon és csatlakozzon a török elnyomás elleni szabadságharchoz. Mikor Byron meghalt, holttestét Bowring címére küldték vissza egy rumoshordóban.
Számos költeményt és népdalt fordított le angolra. Néhány ezen munkái közül: Specimens of Russian Poets, 1820; Ancient Poetry and the Romance of Spain, 1824; Sketch of the Language and Literature of Holland, 1829; Poetry of the Magyars, 1830; and Cheskian Anthology (Cseh antológia), 1832.
1828-ban németalföldi kiküldetésben az ország pénzügyi viszonyait tanulmányozta. A Morning Herald-ban e tárgyról közzétett leveleiért a Gröningeni Egyetem jogi doktorátust adományozott neki 1829-ben.
1832–37. és 1841–49. az angol alsóház tagja volt és tagja lett annak a bizottságnak, mely Angliának Franciaországgal való kereskedelmét tárgyalta. Erről a Villiers-szel  közösen a parlament számára készített jelentése Reports on the commercial relations between France and Great-Britain címen jelent meg (1834/35, London, 2 kötet).
Szintén a kormány megbízásából írta Report on the commerce and manufactures of Switzerland (London 1836) című művét a szabadkereskedelem előnyeiről. Belgiumba, Olaszországba, Egyiptomba és Sziriába is küldték kereskedelmi ügyekben, és a nagy vámszövetségi gyűlésen is részt vett Berlinben (1838).
Bowring pénzügyi helyzete egyre romlott. 1848-ban egy elhibázott befektetés szinte tönkretette.
Vitatott nézetei és csődközeli pénzügyi helyzete miatt, Lord Palmerston miniszterelnök szerette volna minél távolabb juttatni Angliától, ezért kinevezte konzulnak Kantonba (1849–53).
1854-ben lovaggá ütötték. Ettől az időponttól 1859-ig következett életének legellentmondásosabb időszaka Hongkongban.
Kormányzóként agresszívan képviselte a brit érdekeket, gyakran megalázva az ázsiai lakosságot.
1855-ös látogatása előtt például így írt Sziám királyához: „Bár hatalmas flotta áll rendelkezésemre, mégis inkább barátként látogatnám meg önt, mintsem egy fenyegető üzenetet hozva.”
A szerződés, melyet ezek után Sziámra kényszerített megnyitotta az országot a „szabadkereskedelem” előtt.
Katonai diplomáciájának stílusát más gyarmattartó országok is átvették Ázsiában.
1856-ban egy kínai kereskedelmi hajóra, az engedély nélkül brit zászló alatt hajózó Arrow-ra, a kínai hatóságok tüzet nyitottak. Erre válaszul Bowring elrendelte Kanton ágyúzását, ami majdnem Lord Palmerston kormányának bukásához vezetett, és később a második ópiumháború (1856–1860) egyik kiváltó oka lett.
Hazautazóban a Fülöp-szigeteken is járt, és erről szól Visit to the Philippine Islands (London, 1859) című műve.
Hongkongi kormányzósága idején Sziámban is járt egy kereskedelmi szerződés megkötése okán, és ekkor írt könyvet The kingdom and people of Siam (London, 1857, 2 kötet) címmel.

## Magyar nyelvvel kapcsolatos munkássága
Sir John Bowring az első angol nyelvű magyar versantológia (Poetry of the Magyars, 1830) szerzője. E műve főleg német nyelvű fordítások alapján, de magyar források felhasználásával is készült.
A Magyar Tudományos Akadémia 1832. március 10-én külföldi tiszteleti tagjává választotta.
Magyarországon mindössze 1838-ban járt, bár ez a tartózkodás is szinte egyetlen estére szorítkozott.
Évtizedekkel később 1866-ban ismét foglalkozott a magyar költészettel, ekkor adta ki Petőfi válogatott műveit. A Translations from Alexander Petőfi, the Magyar Poet című, 240 oldalas, szintén németből fordított könyv, ötvennégy mű, köztük a János vitéz fordítását tartalmazta.
Irodalmi antológiájával úttörő szerepet játszott a magyar kultúra angliai megismertetésében.
A magyar nyelvet kiválóan ismerte és azt nyilatkozta róla, hogy egy olyan nyelv, amelyhez nem lehet hozzáadni, de e nyelv sem adhat semmit már a többi nyelvhez, mivel oly egyedülálló és változatlan, mint egy kőszikla.

## Művei
- Specimens of the Russian poets, 2 kötet, London (1821–1823)
- Ancient poetry and romances of Spain, London (1824)
- Batavian anthology, London (1824)
- Specimens of the Polish poets, London (1827)
- Servian popular poetry, London (1827)
- Sketch of the Language and Literature of Holland, (1829)
- Poetry of the Magyars receded by a sketch of the language and literature of Hungary and Transylvania; Hackney, London 1830
- Esthonian anthology, London (1832)
- Cheskian Anthology (Cseh antológia), London (1832)
- The kingdom and people of Siam, 2 kötet, London (1857)
- Visit to the Philippine Islands, London (1859)
- Translations from Alexander Petofi, the Magyar Poet, Trübner & Co, London (1866)

### Magyarul
- A magyarok költészete; bev. Kiss Dénes, tan. Czigány Lóránt, ford. Görgey Etelka, Takács Zoltán; Allprint, Bp., 2006